# Halbur (Iowa)
Halbur es una ciudad ubicada en el condado de Carroll en el estado estadounidense de Iowa. En el Censo de 2010 tenía una población de 246 habitantes y una densidad poblacional de 487,08 personas por km².

## Geografía
Halbur se encuentra ubicada en las coordenadas 42°0′18″N 94°58′19″O / 42.00500, -94.97194. Según la Oficina del Censo de los Estados Unidos, Halbur tiene una superficie total de 0.51 km², de la cual 0.51 km² corresponden a tierra firme y (0%) 0 km² es agua.

## Demografía
Según el censo de 2010, había 246 personas residiendo en Halbur. La densidad de población era de 487,08 hab./km². De los 246 habitantes, Halbur estaba compuesto por el 99.59% blancos, el 0% eran afroamericanos, el 0% eran amerindios, el 0% eran asiáticos, el 0% eran isleños del Pacífico, el 0% eran de otras razas y el 0.41% pertenecían a dos o más razas. Del total de la población el 0% eran hispanos o latinos de cualquier raza.